# Encyclopédie d'Yverdon
L'Encyclopédie d'Yverdon (il cui titolo completo era Encyclopédie, ou Dictionnaire universel raisonné des connaissances humaines) è un'opera letteraria in lingua francese composta di 58 volumi in quarto, di cui 42 di testo, 6 di supplemento e 10 di illustrazioni che venne stampata fra il 1770 e il 1780 con una tiratura stimata fra i 2500 e i 3000 esemplari.
Le sue 37 378 pagine comprendevano circa 75 000 voci e 1200 tavole. 
Quest'opera monumentale venne portata a compimento grazie all'energia di Fortunato Bartolomeo De Felice, di origine italiana, che nel 1762 si era stabilito a Yverdon. 
Per realizzare in un tempo così breve un'opera tanto nuova e completa, si avvalse di un'équipe di oltre 30 collaboratori; 27 firmarono i propri articoli; sono inoltre stati identificati sette autori anonimi, tra cui Jean Henri Samuel Formey di Berlino. 
Fra gli autori conosciuti si contano 15 svizzeri, 12 francesi, tre tedeschi, un Iitaliano e un irlandese. 
Il nucleo di base era costituito dai collaboratori svizzerofrancesi: de Felice stesso e i pastori Gabriel Mingard, Alexandre César Chavannes ed Élie Bertrand. Alcuni autori compilarono centinaia o migliaia di articoli, come Jean-Henri Andrié (più di 4200 voci geografiche) o Jacques-Antoine-Henri Deleuze (1030 articoli di botanica e storia naturale); altri invece scrissero un solo articolo, come Eulero e Giovanni Eulero (la voce "Force"). 
L'Encyclopédie d'Yverdon, dedicata ad Albrecht von Haller, anch'egli fra gli autori, non è una semplice ristampa dell'Encyclopédie parigina, come l'edizione "tascabile" pubblicata in ottavo a Losanna e Berna tra il 1777 e il 1779.  L'opera di Diderot e d'Alembert costituì senz'altro la fonte principale, ma in de Felice si riscontra un evidente desiderio di scostarsi dal prestigioso modello e di riplasmarlo: la sigla (N) indica infatti le numerose voci nuove, (R) le rielaborazioni e (*) le voci completate. Le modifiche tenevano inoltre conto del progresso delle conoscenze. 
La principale differenza fra l'Encyclopédie d'Yverdon e quella parigina risiede però nel suo spirito meno filofrancese e meno anti-religioso, che le valse il nome di "enciclopedia protestante" e un'ampia diffusione nell'Europa settentrionale.